# Henri Vaerwyck

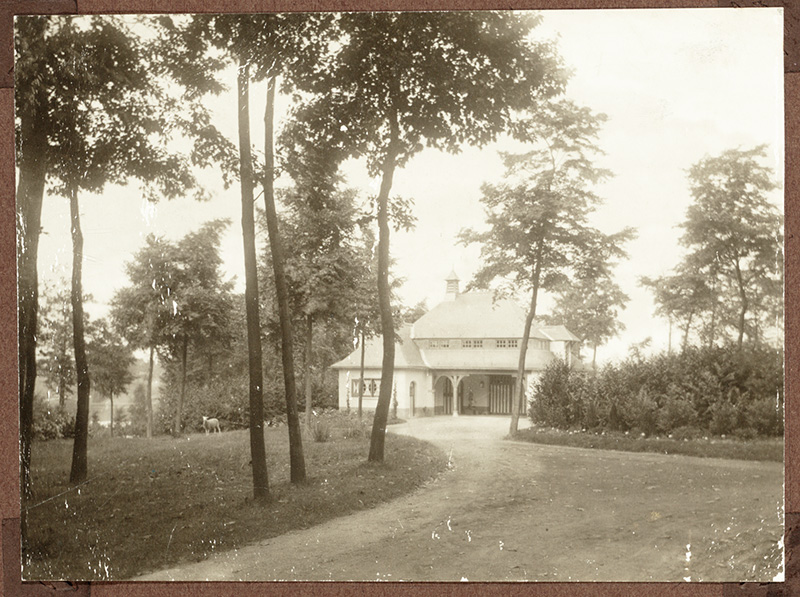
Dienstgebouw en garage van de villa Les Buttes Sainte Aldegonde in Deurle, ontworpen door architecten Henri & Valentin Vaerwyck (Collectie Industriemuseum Gent)

Henri Vaerwyck (Gent, 1850 - Gent, 1919, doopnaam: Henricus Leopoldus Vaerwyck) was een Belgisch architect. Hij was actief in de wederopbouw na de Eerste Wereldoorlog. Hij wordt vaak verward met zijn neef Henri Vaerwyck-Suys.

## Loopbaan als architect
Henri Vaerwyck wordt geassocieerd met de stroming van de neogotiek, maar ook met de stroming van de neorenaissance. Hij behoort tot de eerste generatie van Sint-Lucasarchitecten. Hij was vooral actief eind 19de eeuw en begin 20ste eeuw. Henri Vaerwyck is de vader van architect Valentin Vaerwyck. Vader en zoon werkten regelmatig samen, voornamelijk in de provincie Oost-Vlaanderen. Hun praktijk omvatte vooral het ontwerp van burgerhuizen en de restauratie van kerken.
De website ODIS vermeldt betrokkenheid van Henri Vaerwyck bij de restauratie van 21 kerkgebouwen. Tot zijn niet-religieuze ontwerpen behoren het Vredegerecht van Eeklo in neogotische stijl in 1893 (i.s.m. Frans Van Wassenhove) en een dienstgebouw in cottagestijl voor het kasteeltje "Les Buttes Sainte Aldegonde" in 1907.